# Église Saint-Cyr de Saint-Cricq-Villeneuve
L'église Saint-Cyr se situe sur la commune de Saint-Cricq-Villeneuve, dans le département français des Landes.

## Présentation
Au Ve siècle, saint Sever, évangélisateur de Novempopulanie, fonde une église primitive qu'il consacre aux petits enfants martyrisés à Cyrice.
L'église Saint-Cyr est bâtie non loin du Gleyzia, où s'élevait jadis la partie résidentielle d'une grande villa antique, dont on a mis au jour en 1868 d'importants vestiges : un ensemble de pièces et de galeries qui entouraient une cour intérieure ; en contrebas, des thermes dans lesquels subsistaient des fragments de dix pavements de mosaïques du IVe siècle, qui présentaient une iconographie exceptionnellement intéressante.

### Architecture
En dépit des enduits, pour la plupart récents, qui rendent aujourd'hui très difficile l'analyse de l'église, on peut distinguer plusieurs parties dans cet ensemble un peu disparate.
Au sud du chevet, le rez-de-chaussée de la tour, auquel on accède par une porte ouverte dans la boiserie, constitue le seul élément conservé de l'église originelle, très modeste, qui a été élevée à une date sans doute assez haute du XIe siècle. Ses murs, faits de moellons peu réguliers et sans doute prélevés dans les ruines de l'ancienne villa, comportent quelques assises disposées en arête de poisson et des encadrements de baies en moyen appareil. Ils devaient former la partie orientale d'une nef simplement charpentée, qui s'ouvrait à l'est sur une minuscule abside de 2 mètres de largeur et quatre mètres de profondeur, dont on distingue encore les restes à l'extérieur, à la base d'un escalier et dans le sol du cimetière.
La création de la tour et la transformation de la nef du premier édifice qui l'a accompagnée peuvent sans doute être encore situées dans le courant du XIe siècle, au moment où on a également résolu d'agrandir l'édifice par la construction d'une abside et d'une nef plus vastes. Ces éléments sans grand caractère étaient encore faits de moellons et éclairés par des fenêtres très étroites dont une se devine à l'extérieur sous les enduits.
L'église a subi d'importantes transformations et adjonctions au cours des siècles : dans le courant du Moyen Âge, la plateforme supérieure de la tour a été entourée de créneaux ; au XVIe siècle, on a élevé à l'ouest de la grande nef un portail simplement mouluré, pour remplacer peut-être une entrée plus ancienne ménagée dans le mur sud. Au XVe siècle, on a agrandi la nef par la construction au nord d'un petit collatéral, dont on a repris au XIXe siècle les dispositions, du côté sud. Vers la même époque, un escalier droit en maçonnerie a été bâti sur le flanc est de la tour pour faciliter l'accès au premier étage, auquel on ne pouvait sans doute parvenir jusque-là que par une échelle. Enfin, toujours au XIXe siècle, la nef a été prolongée par un porche.

### Mobilier
Tous les éléments anciens du mobilier sont l'œuvre du XIXe siècle. La cuve galbée en faux marbre du maître-autel porte seulement une frise de feuilles de chêne. Dans le retable, quatre colonnes également de faux marbre encadrent un grand tableau représentant la Crucifixion ; les chapiteaux de stuc imitent assez fidèlement les œuvres antiques à grandes feuilles angulaires, dont on pouvait peut-être voir jadis des exemplaires dans les ruines de la villa.
Les autels latéraux de la Vierge à droite, de saint Joseph à gauche, comportent eux aussi deux colonnes de faux marbre, qui encadrent une statue centrale, mais ils sont de moins bonne facture. À l'extérieur sur le flanc sud, une Croix de la Passion porte deux lances, un fouet, le soleil et la lune.